# ريفاكسيمين
ريفاكسيمين (بالإنجليزية: Rifaximin)‏ هو جزئي التخليق مضاد حيوي على أساس ريفاميسن. لديه ضعف في التوافر الحيوي عن طريق الفم، وهذا يعني أن القليل جدا من الدواء سيتم امتصاصه في مجرى الدم عندما يؤخذ عن طريق الفم. يستخدم ريفاكسيمين في علاج إسهال المسافر واعتلال الدماغ الكبدي، التي تلقت الدواء اليتيم بوضع من الولايات المتحدة إدارة الغذاء والدواء في عام 1998.

## الاستعمال
- اسهال المسافر[3] وقد أظهرت التجارب الطبية ان الريفاكسيمين ذو فعالية عالية في منع وعلاج إسهال المسافر بين المسافرين إلى المكسيك، مع قليل من الآثار الجانبية والمخاطر المنخفضة لتطوير مقاومة المضادات الحيوية.[4][5][6] الوردية
- الاعتلال الكبدي الدماغي
- متلازمة القولون المتهيج

## آلية عمل الدواء
يعمل الريفاكسيمين Rifaximin عن طريق قتل الجراثيم التي تسبب العدوى، وذلك من خلال استهداف وتعطيل انزيم يسمى بوليميراز الحمض النووي الريبوزي RNA polymerase الجرثومي؛ فالجراثيم تعمل على استخدام هذا الانزيم لصنع البروتينات الاساسية ونسخ المعلومات الوراثية الخاصة بها. ومن دون هذا الانزيم، لا يمكن للجراثيم ان تتكاثر، فتموت.

## الحرائك الدوائية
الريفاكسيمين عبارة عن مشابه بنيوي غير جهازي للريفامبين، يعمل موضعياً على الجهاز المعوي المعدي كمضاد حيوي، ويعود تأثيره الموضعي إلى حلقة البيريدوايميدازول والتي تعيق امتصاصه.

يعمل الريفاكسيمين على تثبيط اصطناع الحمض الريبي النووي الجرثومي RNA، ويساهم في إعادة توازن الفلورا الجرثومية المعوية.
- الامتصاص: معدل منخفض من الامتصاص سواء أُعطي بعد الصيام أو بعد 30 دقيقة من تناول وجبة غنية بالدسم

## الأبحاث والدراسات
وفي إطار الجهود المتواصلة لحل لغز مرض «متلازمة الأمعاء المضطربة» أو القولون العصبي، نشرت في مجلة NJM خلال شهر يناير (كانون الثاني) 2011 دراسة أجراها علماء بعدة مراكز بحثية بجامعات ميتشغان ونورث كارولينا وبريستول، أكدت استمرار نجاح التجارب الإكلينيكية لعقار «ريفاكسيمين Rifaximin» لعلاج القولون العصبي، مع استمرار شعور المرضى بتحسن الأعراض لمدة 10 أسابيع بعد التوقف عن تناول العلاج، وهي نتائج مماثلة لنتائج التجارب الإكلينيكية التي نوقشت خلال شهر مايو (أيار) عام 2010 بمؤتمر أسبوع الجهاز الهضمي بجامعة نيو أورليانز الأميركية.
أجريت الدراسة على 600 مصاب بالقولون العصبي المصحوب بإسهال بسيط إلى متوسط الشدة، بالإضافة إلى الشعور بالانتفاخ وكثرة تكون الغازات، حيث تم تقسيمهم إلى مجموعتين بطريقة عشوائية، الأولى أعطيت 550 ملليغراما من عقار «ريفاكسيمين» والثانية أعطيت دواء وهميا لمدة أسبوعين، وتمت متابعة جميع المرضى لمدة 10 أسابيع بعد التوقف عن تناول العلاج.
وأكدت النتائج تحسن أعراض الانتفاخ وألم البطن والإسهال في أكثر من 40% من الحالات التي أعطيت دواء «ريفاكسيمين»، مع استمرار هذا التحسن بعد إيقاف العلاج ومدة المتابعة التي بلغت عشرة أسابيع متتالية.
وقد أكد الباحثون أن استخدام عقار «ريفاكسيمين» يفتح آفاقا جديدة للتخلص من مشكلات القولون العصبي، بعيدا عن العلاجات التقليدية مثل مضادات الاكتئاب والعقاقير الأخرى التي ترتبط فائدتها بفترة تناول العلاج وسرعان ما تتفاقم أعراض المرض مرة أخرى بمجرد إيقاف الدواء.
الجدير بالذكر أن عقار «ريفاكسيمين Rifaximin» عبارة عن مضاد حيوي يمتص بصورة ضعيفة جدا من الأمعاء، وهو معتمد بواسطة وكالة الغذاء والعقار الأميركية FDA لمعالجة إسهال المسافرين Traveler›s diarrhea، ومرضى شبه الغيبوبة الكبدية Hepatic encephalopathy.

## الآثار الجانبية
- الجهاز الهضمي: غثيان، إقياء، إمساك‘ ألم بطني وتطبل البطن.
- دوار، تعب، صداع ووذمة.
- الجلد: حكة وطفح.

## الاحتياطات التي يجب مراعاتها لدى استعمال هذا الدواء
- يجب مراجعة الادوية الأخرى مع مقدم الرعاية الصحية، لان هذا الدواء قد لا يمتزج جيدا مع غيره من الادوية.
- يجب تجنب المشروبات الكحولية.
- يجب اخبار مقدم الرعاية الصحية بالنسبة للمراة الحامل أو التي تخطط للحمل.
- الحمل والإرضاع: يعتبر من الفئة C بالنسبة للحوامل، يستخدم فقط في حال الضرورة عند الحمل، أما بالنسبة للإرضاع فلم يحدد بعد فيما إذا كان يعبر إلى حليب الأم

## التداخلات الدوائية
مانعات الحمل الهرمونية

## وصلات خارجية
- FDA label approved for Xifaxan (PDF warning)
- Xifaxan200 (manufacturer's website)